# Noví mutanti
Noví mutanti (v anglickém originále The New Mutants) je americký superhrdinský film, který natočil režisér Josh Boone podle komiksů o New Mutants. Film je produkován a distribuován společností 20th Century Studios a je třináctým a zároveň posledním filmem v sérii X-Men. Na scénáři spolupracovali Josh Boone a Knate Lee. Do hlavních rolích byli obsazeni Anya Taylor-Joy, Maisie Williamsová, Charlie Heaton, Henry Zaga, Blu Hunt a Alice Braga.
Film se natáčel v Bostonu od července do září 2017. Nejvíce záběrů pochází z Medfield State Hospital. V USA byla premiéra stanovena na 3. dubna 2020, z důvodu šíření koronaviru a následného zavírání kin bylo nicméně vydání filmu opožděno. V květnu pak bylo ohlášeno, že premiéra ve Spojených státech proběhne 28. srpna 2020.

## Shrnutí děje
Pět mladých mutantů objevuje své schopnosti. Jsou drženi v tajné základně, utíkají před dřívějšími prohřešky a  nakonec bojují o přežití.
Danielle „Dani“ Moonstar, mladá domorodá Američanka z kmene Cheyenne, uniká zničení svého bydliště během tornáda. Během chaosu ji Daniin otec William skryje, než ho zabije neviditelná entita, a Dani zůstane jediným přeživším. Poté, co byla v bezvědomí, se Dani probudí v nemocnici, kterou vede doktorka Cecilia Reyesová. Reyes uklidňuje Dani a říká jí, že je mutant, a radí jí, aby zůstala v nemocnici, dokud se nedozví, jaké jsou její schopnosti, a ovládne je.
Dani je představena dalším čtyřem mladým teenagerům: Samuel "Sam" Guthrie, Illyana Rasputinovou, Roberto "Bobby" da Costa a Rahne Sinclairovou. Reyesová přivedla každého z nich do nemocnice poté, co všichni utrpěli tragédii; Sam svrhl na svého otce a spolupracovníky celý důl, Roberto upálil svou přítelkyni k smrti, Rahne unikla své nábožensky přísné vesnici poté, co byla označena za čarodějnici, a Illyanu pronásleduje její minulost v dětském otroctví, ve kterém jí drželi tajemné bytosti. Všichni projevují mutantní schopnosti, Roberto může manipulovat se sluneční energií, Sam může létat rychlostí trysky, Illyana má mezidimenzionální kouzelnické schopnosti a Rahne se dokáže proměnit se ve vlka. Samotná doktorka Reyesová je mocná mutantka, která svým pacientům brání opustit zařízení s pomocí nerozbitných silových polí. 
Všechni jsou přesvědčeni, že jsou cvičeni, aby se připojili k X-Menům, a proto je na dohled tak přísný. Doktorka Reyesová jim připomíná, že jsou považováni za nebezpečné a neměli by odejít, dokud nezvládnou své schopnosti. Dani se okamžitě spřátelí s Rahne a nakonec vytvoří romantický vztah, zatímco Illyana si Dani znepřátelí. Když se Dani vrací zpět, zjistí, že Illyaniným jediným přítelem je maňásek fialového draka, kterému říká Lockheed. Skupina brzy začne mít děsivé vize svých minulých tragédií, z nichž jedna vede k tomu, že Rahne dostane injekci do krku. Illyana vyvozuje, že vize jsou výsledkem projevu Daniných schopností, kdy má schopnost vytvářet iluze na základě psychiky člověka. Reyesová konzultuje své zaměstnavatele, společnost Essex Corporation, která jí dává pokyn, aby shromáždila Daniinu DNA a nechala ji utratit.
Když Reyesová odvádí Dani, Rahne má podezření, že něco není v pořádku. Illyana a Sam jsou napadeni Illyaninými nočními můrami, zatímco Roberto se snaží prorazit bariéru, která se zmenšila. Dani využívá své schopnosti k tomu, aby se dozvěděla o skutečných záměrech doktorky Reyesové, než dorazí Rahne v podobě napůl vlka, napadne doktorku a donutí ji uprchnout. Pětice se přeskupí a uvědomí si, že aby unikli, musí zabít Reyesovou, aby připravili silová pole o zdroj energie. Poté co ji najdou, doktorka je uvězní a oni odhalí, že je cvičila, aby se stali vrahy pro Essex. Napadne Deni, ale než ji dokáže rozdrtit k smrti, přijde entita Demon Bear, která sledovala Dani a byla skutečným důvodem zničení jejího domova. Zabije Cecilii, odhodí její tělo na zem a silová pole kolem hrdinů mizí. 
Illyana použije své schopnosti skákat mezi „Limbem“ a rekrutuje skutečnou verzi Lockheeda, aby mohla bojovat s  Demon Bearem. Nakonec se Sam a Roberto zapojili do boje a překonali svou nejistotu v boji. Rahne se snaží dostat Dani z bezvědomí, dokud není nucena sama bojovat se záporákem. Dani navštíví duch jejího otce, který ji povzbudí, aby čelila svému strachu. Dani se probouzí a konfrontuje svůj strach a naučí se ho kontrolovat. Tím zmizí a začíná nový den. Skupina, která si nyní říká Noví Mutanti, se dozví, že silové pole zmizelo, a společně vyrazí tváří v tvář neznámému.

## Obsazení
| Anya Taylor-Joy    | Illyana Rasputin / Magik   |
| Maisie Williamsová | Rahne Sinclair / Wolfsbane |
| Charlie Heaton     | Sam Guthrie / Cannonball   |
| Henry Zaga         | Roberto da Costa / Sunspot |
| Blu Hunt           | Danielle Moonstar / Mirage |
| Alice Braga        | Cecilia Reyes              |
| Adam Beach         | William Lonestar           |